# Digos

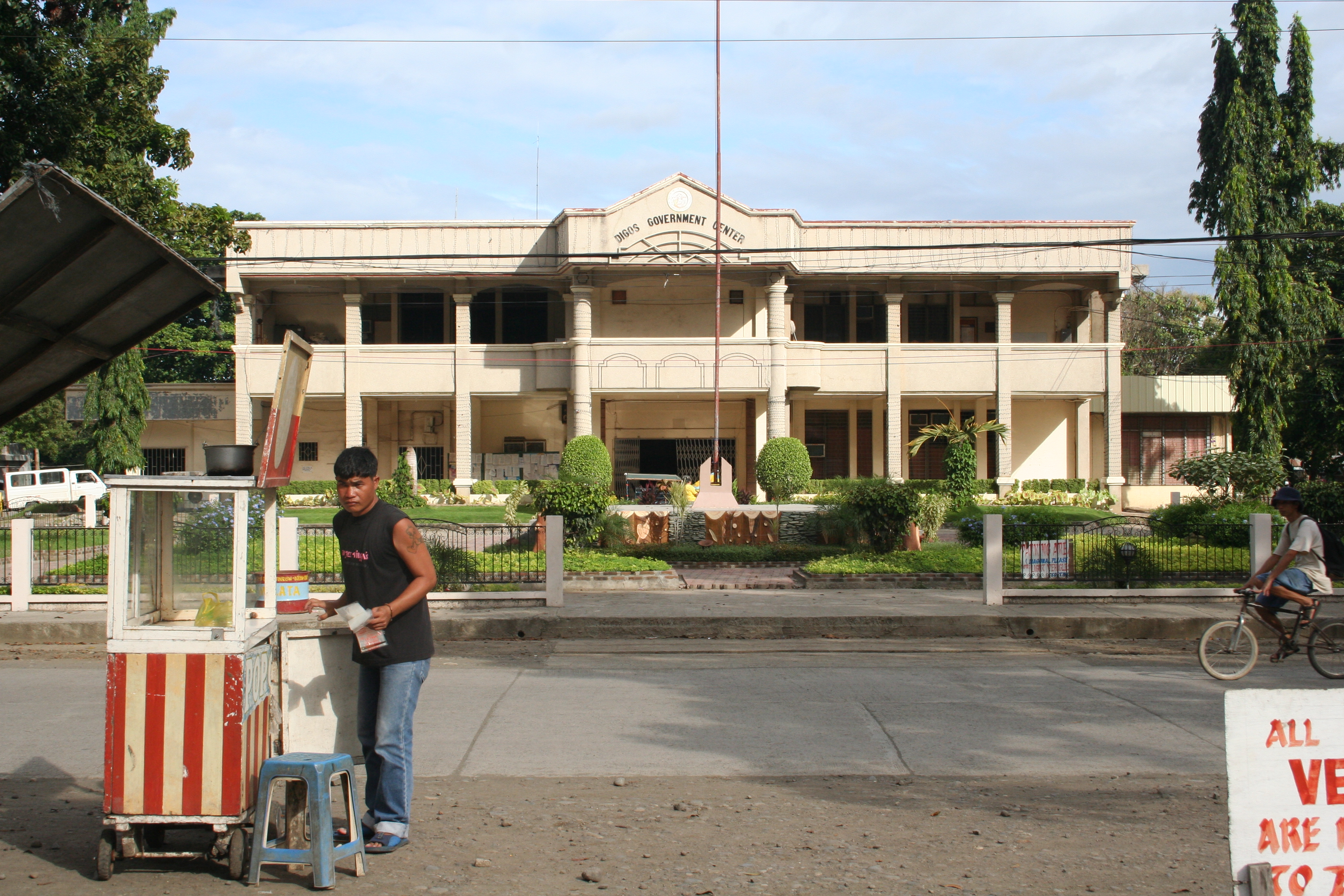
Hôtel de ville

Digos est une ville de 1re classe, capitale de la province du Davao du Sud aux Philippines. Le 28 avril 1945, la ville est libérée par des unités de la 24e division US du 10e corps US.
Selon le recensement de 2010 elle est peuplée de 159 569 habitants.

## Barangays
Digos est divisée en 26 barangays :
- Aplaya
- Balabag
- Binaton
- Cogon
- Colorado
- Dawis
- Dulangan
- Goma
- Igpit
- Mahayahay
- Matti
- Kapatagan
- Ruparan
- San Agustin
- San Jose
- San Miguel
- San Roque
- Sinawilan
- Soong
- Tiguman
- Tres de Mayo
- Zone 1
- Zone 2
- Zone 3

## Démographie
| Année | Habitants | Évolution |
| ----- | --------- | --------- |
| 1995  | 106 565   | -         |
| 2000  | 125 171   | 17,46 %   |
| 2007  | 145 514   | 16,25 %   |
| 2010  | 159 569   | 9,66 %    |

## Jumelage
- Manille (Philippines)
- Makati (Philippines)
- Davao (Philippines)